# Little Witch Academia
Little Witch Academia (japanisch リトルウィッチアカデミア Ritoru Witchi Akademia) ist ein japanisches Anime- und Manga-Franchise, das von Yō Yoshinari und Studio Trigger erdacht wurde. Seit 2013 erschienen mehrere Filme, Mangas und eine Fernsehserie.

## Inhalt
Als kleines Kind wurde Akko Kagari von der Zauberkunst der Hexe Chariot beeindruckt. Seitdem will das aufgeweckte Mädchen selbst eine so tolle Hexe wie ihr Vorbild werden. Daher schreibt sie sich bei der Hexenschule Luna Nova ein. Doch trotz ihrer Ambitionen hat Akko kaum Talent als Hexe und daher schon Probleme, die Schule überhaupt zu erreichen. Nur mit Hilfe der Schülerin Lotte und ihres Besens gelingt ihr das. In der Schule angekommen, hören die Probleme für Akko nicht auf. Ihr mangelndes Talent muss sie durch Einsatz und Klugheit wettmachen. Dabei freundet sie sich mit ihren Zimmergenossinen Lotte Jansson und Sucy Manbavaran an, während die beste Schülerin der Schule, Diana Cavendish, oft mit Akko in Streit gerät. Akkos Vorbild Chariot ist auf der Schule in Ungnade gefallen und die Magie als Ganzes wird auf der Welt um die Schule herum als rückständig angesehen und ist auf dem Rückzug. Gegen beides will sich Akko zur Wehr setzen.

## Anime
Bei Studio Trigger entstand 2013 unter der Regie von Yō Yoshinari der 26 Minuten lange Kurzfilm Little Witch Academia. Von Yoshinari stammt auch die Idee zum Film und das Charakterdesign. Masahiko Ōtsuka schrieb das Drehbuch und die künstlerische Leitung lag bei Yūji Kaneko. Verantwortlicher Produzent war Naoko Tsutsumi. Der Kurzfilm wurde am 2. März 2013 im Rahmen des Anime Mirai-Nachwuchsfestivals veröffentlicht. Einen Monat später veröffentlichte Trigger den Film komplett online. Es folgten Synchronisationen in Englisch, Französisch, Italienisch, Spanisch und Portugiesisch, die vor allem durch Netflix online veröffentlicht wurden.
2015 produzierte Trigger mit Regisseur Yoh Yoshinari und nach einem Drehbuch von Michiru Shimada einen 53 Minuten langen Film, der als Original Video Animation veröffentlicht wurde. Der Film mit dem Titel Little Witch Academia: Mahōjikake no Parade wurde über die Plattform Kickstarter.com über eine Kampagne im Jahr 2013 finanziert. Yūji Kaneko war erneut künstlerischer Leiter und die Produzenten waren Daisuke Okeda, Masahiko Ōtsuka und Yoshiki Usa.
2017 produzierte Trigger eine 25-teilige Anime-Fernsehserie zum Film. Bei dieser führte wieder Yoh Yoshinari Regie, Hauptautor war Michiru Shimada. Die künstlerische Leitung lag bei Masanobu Nomura. Die Serie wurde vom 9. Januar bis zum 27. Juni 2017 nach Mitternacht (und damit am vorigen Fernsehtag) von Tokyo MX, sowie je im Anschluss auch auf BS11 und Kansai TV in Japan ausgestrahlt. Eine deutsche Synchronfassung erschien auf DVD. Außerdem entstanden Übersetzungen ins Englische, Italienische, Spanische, Französische, Polnische und Portugiesische.

### Synchronisation
Eine deutsche Synchronfassung wurde bei Hamburg Synchron für die Fernsehserie produziert. Douglas Welbat und Katja Brügger führten dabei Regie und schrieben die Dialogbücher.
| Rolle           | japanischer Sprecher (Seiyū) | deutscher Sprecher |
| --------------- | ---------------------------- | ------------------ |
| Lotte           | Fumiko Orikasa               | Liza Ohm           |
| Akko Kagari     | Megumi Han                   | Franciska Friede   |
| Sucy Manbavaran | Michiyo Murase               | Flavia Vinzens     |
| Diana Cavendish | Yōko Hikasa                  | Julia Fölster      |

### Musik
Die Musik des Films sowie der OVA von 2015 und der Fernsehserie komponierte Michiru Ōshima. Für die OVA wurde das Lied Magic Parade verwendet, gesungen von Yuiko Ōhara. Die Vorspannlieder der Fernsehserie sind Shiny Ray und Mind Conductor, beide von YURiKA. Für die beiden Abspanne verwendete man die Lieder Hoshi wo Tadoreba (星を辿れば) und Tōmei na Tsubasa" (透明な翼), beide von Yuiko Ōhara.

## Manga
Von August 2013 bis November 2015 erschien im Magazin Ultra Jump bei Shūeisha die erste Manga-Adaption zum Film, geschrieben und gezeichnet von Terio Teri. Sie kam später auch gesammelt in einem Band heraus. Eine weitere kurze Mangaserie erschien unter dem Titel Little Witch Academia: Tsukiyo no Ōkan von September bis Dezember 2015 im Magazin Ribon bei Shūeisha sowie später in einem Sammelband. Diese Serie wurde von Yuka Fujiwara geschaffen.
Von Januar 2017 bis September 2018 erschien im Magazin Shōnen Ace bei Kadokawa Shoten eine längere Serie zum Franchise, geschaffen von Keisuke Sato. Die Kapitel wurden auch in drei Sammelbänden veröffentlicht und in mehrere Sprachen übersetzt. Eine deutsche Übersetzung erschien von Januar bis Oktober 2019 vollständig bei Carlsen Manga. Yen Press bringt die Serie auf Englisch heraus, Editorial Ivréa und Panini auf Spanisch, JBC auf Portugiesisch und Tong Li Publishing auf Chinesisch.